# Ju Sung-hyok
Ju Sung-hyok (* 2. Januar 1983) ist ein ehemaliger nordkoreanischer Eishockeyspieler.

## Karriere
Ju Sung-hyok debütierte als 25-Jähriger bei der Weltmeisterschaft 2008 in der Division III für die nordkoreanische Nationalmannschaft und stieg mit dem Team prompt in die Division II auf. Dort konnte sich die Mannschaft 2009 nicht halten und stieg ohne Punktgewinn wieder ab, auch wenn die Spiele gegen Israel und Island nur mit einem Tor Unterschied verloren wurden. Aber 2010 gelang der erneute Aufstieg, zu dem Ju als bester Torschütze des Turniers (gemeinsam mit dem Südafrikaner Andre Marais) beitrug. Dort traten die Nordkoreaner 2011 aus finanziellen Gründen jedoch nicht an. So stand er auch 2012, 2013 und 2014, als er nicht nur als Kapitän seiner Mannschaft fungierte, sondern auch zum besten Spieler seiner Mannschaft gewählt wurde, für die Ostasiaten in der untersten Spielklasse auf dem Eis. Bei allen drei Turnieren belegten Nordkoreaner Platz zwei (2012 hinter der Türkei, 2013 hinter Südafrika und 2014 hinter Bulgarien) und verpassten so den Aufstieg. 2015 nahm Ju mit den Nordkoreanern beim Turnier in Izmir einen erneuten Anlauf Richtung Aufstieg. Diesmal gelang als Turniersieger die Rückkehr in die Division II. Anschließend beendete er seine Karriere.
Auf Vereinsebene spielt Ju für Pyongchol in der nordkoreanischen Eishockeyliga und wurde mit dem Klub 2010, 2011 und 2014 nordkoreanischer Meister.

## Erfolge und Auszeichnungen
- 2008 Aufstieg in die Division II bei der Weltmeisterschaft der Division III
- 2010 Nordkoreanischer Meister mit Pyongchol
- 2010 Aufstieg in die Division II bei der Weltmeisterschaft der Division III, Gruppe B
- 2010 Torschützenkönig der Weltmeisterschaft der Division III, Gruppe B
- 2011 Nordkoreanischer Meister mit Pyongchol
- 2014 Nordkoreanischer Meister mit Pyongchol
- 2015 Aufstieg in die Division II, Gruppe B, bei der Weltmeisterschaft der Division III